# مزدا آرایکس-۸
مزدا آرایکس-۸ (Mazda RX-۸) خودرویی است که در سال‌های ۲۰۰۳ تا ۲۰۱۱ توسط شرکت مزدا در هیروشیما، ژاپن، پرتوریا، آفریقای جنوبی تولید شده‌است.
این خودرو در کلاس خودرو اسپورت قرار گرفته، طول آن در حالت طبیعی ، عرض آن در حالت طبیعی ۱٬۷۷۰ میلیمتر (۶۹٫۷ اینچ)، ارتفاع آن در حالت طبیعی ۱٬۳۴۰ میلیمتر (۵۲٫۸ اینچ)، است.سیستم جعبه‌دندهٔ آن ۶، دنده به دو صورت خودکار و دستی است.